# Шатодубль (Вар)
Шатодубль (фр. Châteaudouble) — коммуна на юго-востоке Франции в регионе Прованс — Альпы — Лазурный берег, департамент Вар, округ Драгиньян, кантон Флейоск.
Площадь коммуны — 40,91 км², население — 476 человек (2006) с тенденцией к стабилизации: 452 человека (2012), плотность населения — 11,0 чел/км².

## Население
Население коммуны в 2011 году составляло 456 человек, а в 2012 году — 452 человека.
| 1962 | 1968 | 1975 | 1982 | 1990 | 1999 | 2005 | 2006 | 2010 | 2011 | 2012 |
| ---- | ---- | ---- | ---- | ---- | ---- | ---- | ---- | ---- | ---- | ---- |
| 247  | 238  | 194  | 271  | 322  | 381  | 459  | 476  | 465  | 456  | 452  |

Динамика населения:

## Экономика
В 2010 году из 302 человек трудоспособного возраста (от 15 до 64 лет) 230 были экономически активными, 72 — неактивными (показатель активности 76,2 %, в 1999 году — 67,8 %). Из 230 активных трудоспособных жителей работали 213 человек (111 мужчин и 102 женщины), 17 числились безработными (11 мужчин и 6 женщин). Среди 72 трудоспособных неактивных граждан 25 были учениками либо студентами, 25 — пенсионерами, а ещё 22 — были неактивны в силу других причин.
На протяжении 2010 года в коммуне числилось 204 облагаемых налогом домохозяйства, в которых проживало 452,0 человека. При этом медиана доходов составила 17 902 евро на одного налогоплательщика.

## Фотогалерея

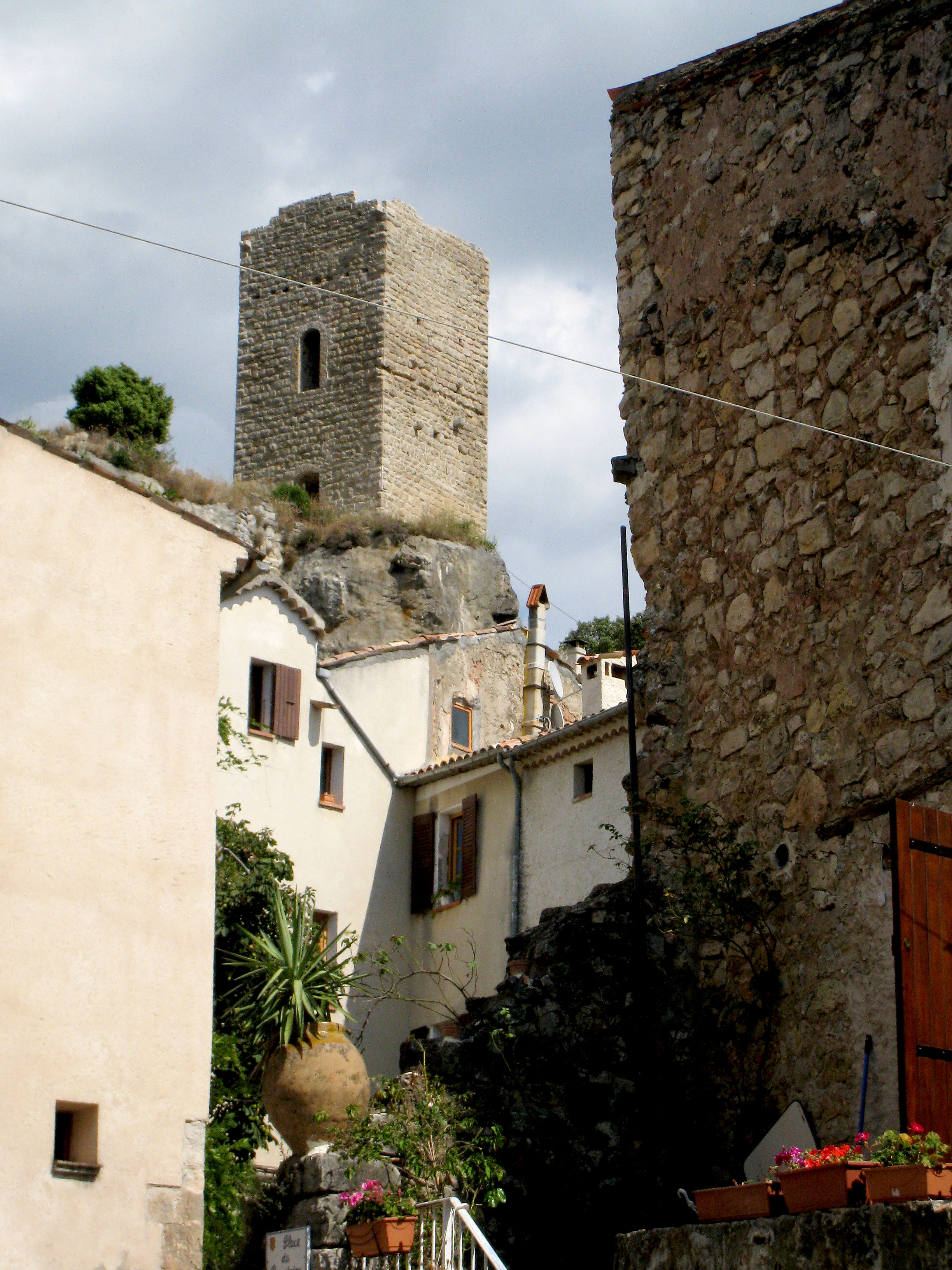
Башня сарацин
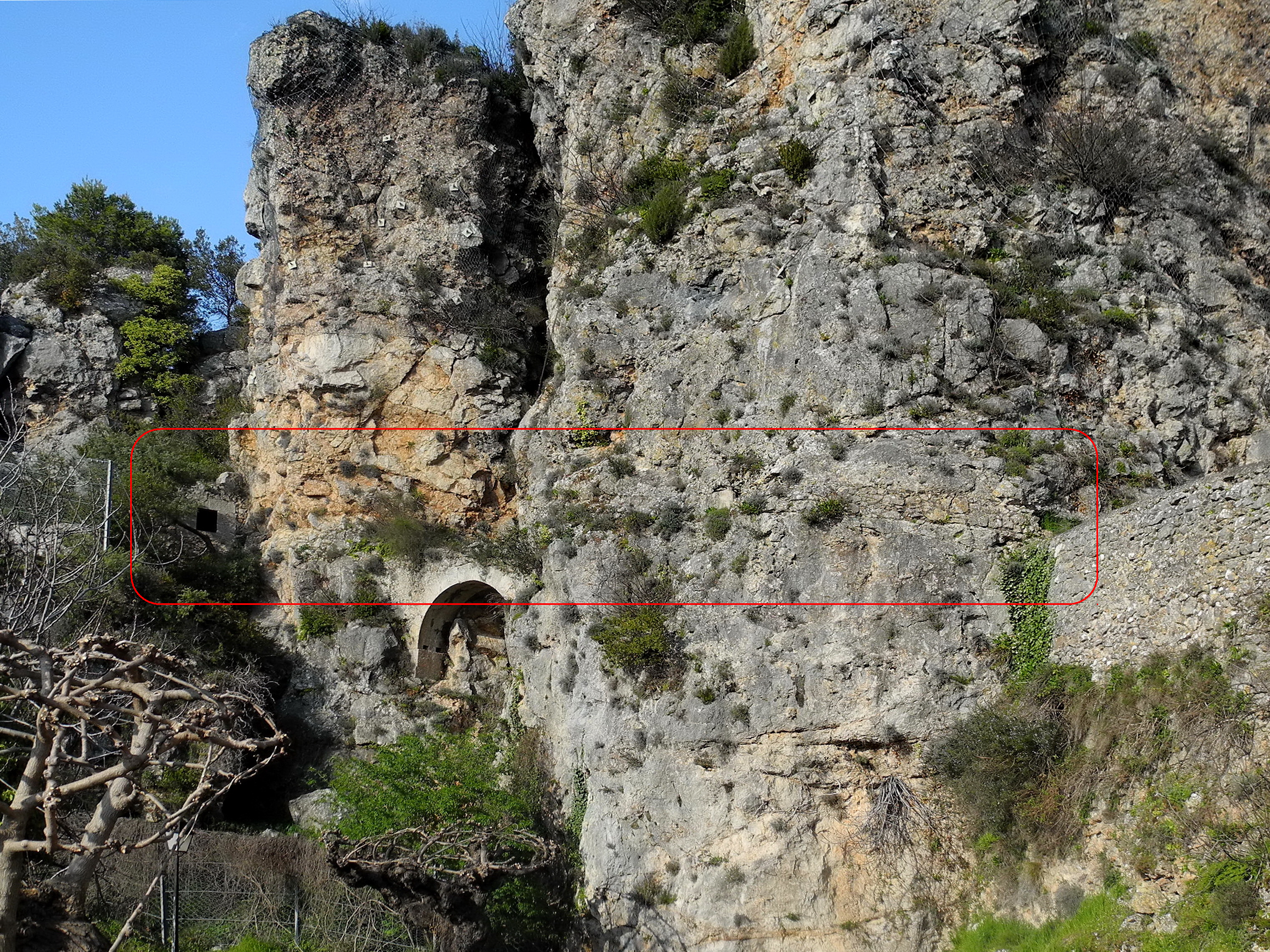
Руины акведука в Шатодубле
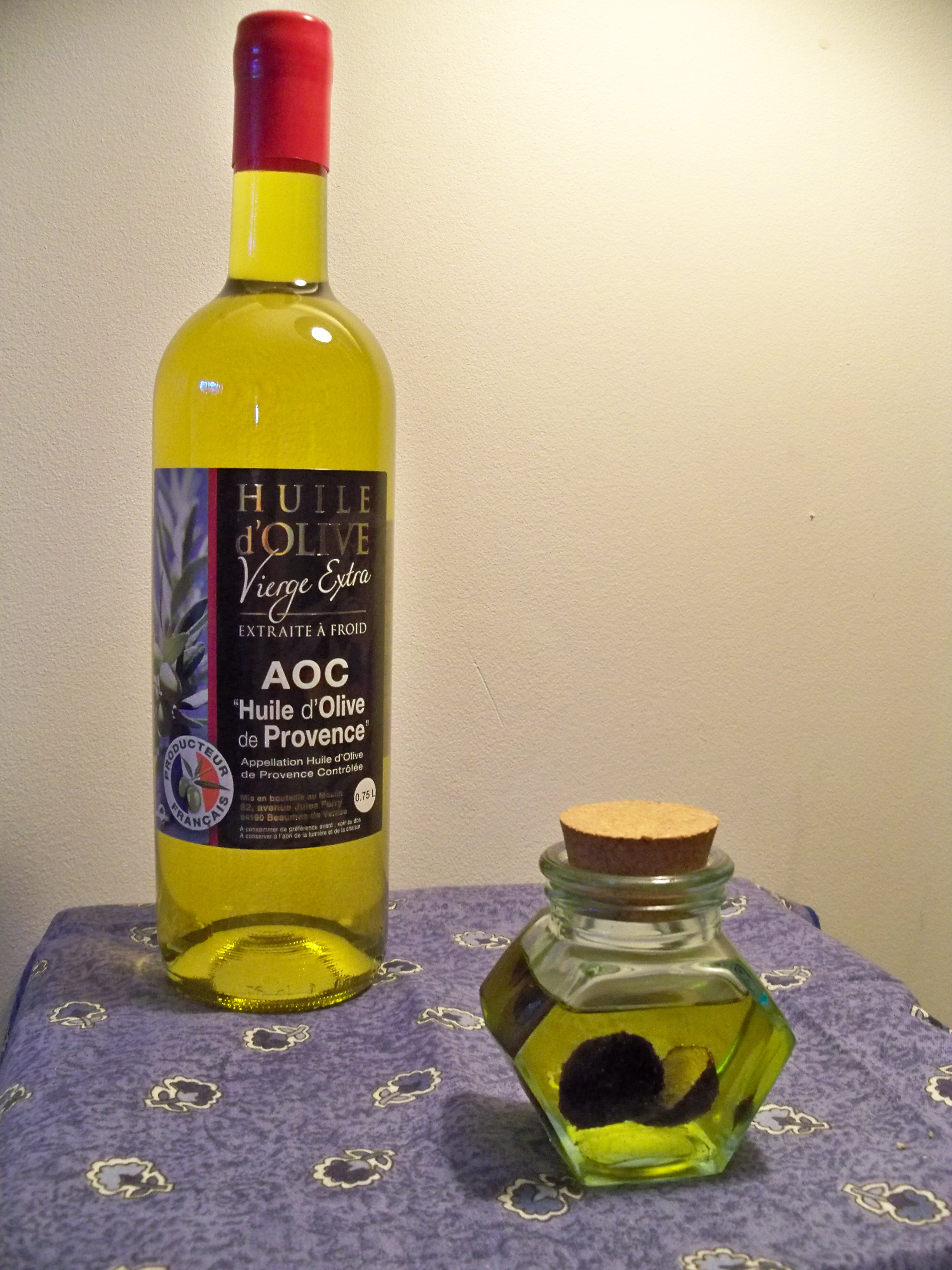
Прованское масло с трюфелями